# Lacustricola bukobanus
Lacustricola bukobanus – endemiczny gatunek słodkowodnej ryby z rodziny piękniczkowatych (Poeciliidae). Występuje w Afryce Wschodniej.

## Zasięg występowania
Afryka Wschodnia – zlewnia Jeziora Wiktorii (Kenia, Tanzania, Uganda), także Kioga, Jezioro Alberta, Jezioro Edwarda, Jezioro Jerzego i związane z nimi rzeki, w tym Rutshuru i Semliki w północno-wschodniej Demokratycznej Republice Konga.

## Morfologia
Dorasta do 5 cm długości.